# Benjamin Angoua
Brou Benjamin Angoua (* 28. November 1986 in Anyama) ist ein ivorischer Fußballspieler auf der Position eines Innenverteidigers. Zurzeit spielt er bei Stade Briochin in der National 2.

## Karriere

### Karrierebeginn in Grand-Bassam & Wechsel nach Ungarn
Nachdem er im Jahre 2000 beim Amateursportklub Toumodi FC in der Hafenstadt Grand-Bassam seine Karriere als Fußballspieler begonnen hatte, war er bis zum Jahre 2004 dort im Nachwuchs aktiv, ehe er zum ivorischen Erstligisten Africa Sports National wechselte. Beim Verein aus der ehemaligen Hauptstadt des Landes kam er in den folgenden zwei Jahren in der Defensive zum Einsatz und avancierte dabei zu einem Stammspieler in der Abwehrreihe des Vereins. Nach guten Leistungen in seinem Heimatland nahm ihn zur Saison 2005/06 der ungarische Erstligist Honvéd Budapest unter Vertrag, wo er die Verteidigung verstärken sollte. Nach insgesamt nur fünf Ligaauftritten in seiner ersten Spielzeit, kam er ab der Saison 2006/07 vermehrt zum Einsatz. Neben 23 Einsätzen in Ungarns höchster Fußballliga kam der gebürtige Ivorer auch im Magyar Kupa, dem ungarischen Pokalwettbewerb, zum Einsatz. Dabei schaffte er es mit der Mannschaft ins Finale, wo das Team schließlich den Debreceni Vasutas SC im Elfmeterschießen bezwang und Pokalsieger wurde. Weiters wurde Angoua 2007/08 im neueingeführten Ligakupa, einem weiteren Pokalbewerb, eingesetzt und war mit seiner Mannschaft Szuperkupa-Finalist des Jahres 2007.
Durch den Pokalsieg in der Vorsaison war Angoua in der Spielzeit 2007/08 dazu berechtigt, sein Talent auch im internationalen Fußball zu beweisen. Dabei kam Angoua in allen vier Qualifikationsspielen zum UEFA-Pokal 2007/08 seines Teams zum Einsatz, wobei die Mannschaft in der zweiten Quali-Runde gegen den Hamburger SV vom laufenden Bewerb ausschied. Während der vier Begegnungen erzielte Angoua auch seinen ersten Treffer in einem internationalen Bewerb. In der Liga lief es für den engagierten Defensivspieler ähnlich erfolgreich. In 23 Meisterschaftspartien brachte er es auf einen Treffer und schaffte es zudem mit dem Team ins Finale des Magyar Kupa 2007/08, wo man allerdings gegen den Vorjahresfinalgegner mit einem Gesamtscore von 1:9 aus Hin- und Rückspiel klar besiegt wurde.
Obgleich eines abermaligen mittelmäßigen achten Platz in der Endtabelle der Nemzeti Bajnokság war Honvéd Budapest aufgrund der guten Platzierung im ungarischen Fußballpokal für die erste Runde des UEFA Intertoto Cup 2008 qualifiziert. Dort scheid er mit seinem Team in der dritten Runde gegen den SK Sturm Graz aus. Innerhalb der Liga kam Angoua nur vereinzelt zum Einsatz und brachte es in der Saison 2008/09 auf lediglich 14 Ligaauftritte. Im Finale des Magyar Kupa 2008/09 konnte sich Benjamin Angoua mit Honvéd Budapest knapp mit einem Gesamtscore von 1:0 gegen den Győri ETO FC durchsetzen und gewann so ein weiteres Mal den ungarischen Pokal. Außerdem schaffte es die Mannschaft nach 2007 ein weiteres Mal ins Finale des ungarischen Supercups, das der Debreceni VSC mit 1:0 für sich entscheiden konnte.
Nachdem er mit seiner Mannschaft in der 3. Qualifikationsrunde zur UEFA Europa League deutlich gegen Fenerbahçe Istanbul ausschied und bis zur Winterpause der Spielzeit 2009/10 auf 14 Ligaauftritte kam, zeichnete sich ein Vereinswechsel Angouas ab.

### Transfer nach Frankreich
Noch vor der Beendigung der Übergangszeit wechselte Angoua Ende Januar 2010 zum nordfranzösischen Erstligisten FC Valenciennes, mit dem er recht gut in die zweite Saisonhälfte 2009/10 startete. Rund zwei Wochen nach seiner Vertragsunterzeichnung bei den Nordfranzosen kam der Ivorer zu seinem ersten Einsatz in Frankreichs höchster Spielklasse, als er beim 2:1-Heimsieg über den OGC Nizza über die gesamte Spieldauer auf dem Rasen stand. Zum Saisonabschluss erzielte Angoua in der letzten Runde beim 1:1-Auswärtsremis gegen die AS Nancy nach Freistoßvorlage von Renaud Cohade den einzigen Treffer seines Teams.

### Leihe nach New England, Wechsel nach Levadiakos und Rückkehr nach Frankreich
Während seiner Zeit in Guingamp wurde er 2017 für ein Jahr an New England Revolution verliehen. Dort machte er ein Tor in 26 Spielen. Nachdem Ende der Saison 2017/18 sein Vertrag bei Guingamp aufgelöst worden war, wurde er zu Beginn des Jahres 2019 von dem griechischen Verein Levadiakos aufgenommen. Dort machte er in Super League 1 in der Rückrunde der Saison 2018/19 sieben Spiele. Am Ende der Saison stieg Levadiakos in die Super League 2 ab. Hier spielte Angoua in der folgenden Saison in 17 Ligaspielen.
Zu Beginn der Saison 2020/21 kehrte nach Frankreich zurück, um dort für Stade Briochin in der dritten französischen Liga zu spielen. Seither spielt Angoua für diesen Verein, mit dem er in der Saison 2022/23 in die 4. Liga abstieg.

### Nationalmannschaftskarriere
Nachdem er zuvor bereits in den verschiedenen ivorischen Jugendauswahlen zum Einsatz gekommen war, wurde Angoua ab dem Jahre 2005 auch in der ivorischen U-20-Auswahl eingesetzt, für die er schließlich bis 2008 in verschiedenen Länderspielen zum Einsatz kam. Im Jahre 2008 nahm er mit der Olympiaauswahl seines Heimatlandes am Fußballturnier der Olympischen Spiele 2008 in Peking teil, absolvierte dabei alle vier Spiele seines Teams und schied schließlich mit den Ivorern im Viertelfinale gegen die Olympiaauswahl von Nigeria aus.
Sein Debüt für die A-Nationalmannschaft seines Heimatlandes gab Angoua noch im selben Jahr, als er am 19. November beim 2:2-Remis gegen Israel in der 60. Spielminute für Igor Lolo auf den Rasen kam. Im Folgejahr kam der Defensivakteur zu weiteren Einsätzen für die Nationalmannschaft der Elfenbeinküste, darunter unter anderem auch zu zwei Einsätzen in der Qualifikation zur WM 2010.
Im Mai 2010 wurde Angoua von Nationaltrainer Vahid Halilhodžić in das vorläufige 30 Spieler umfassende Aufgebot der Elfenbeinküste für die Weltmeisterschaft 2010 in Südafrika berufen, und gehörte schließlich auch zum endgültigen 23-Mann-Kader der Ivorer, der mit dem neuen Trainer Sven-Göran Eriksson zur WM-Endrunde antrat. Dabei war Angoua einer von fünf Spielern (sechs, wenn man Vincent Aboubakar dazuzählt, der allerdings noch während seiner Zeit im Kamerun in den Kader berufen wurde) des FC Valenciennes, der an der Weltmeisterschaft 2010 teilnahm. Er blieb allerdings bei der WM, bei der die Elfenbeinküste in der Vorrunde ausschied, ohne Einsatz.
Seinen letzten Einsatz für die Nationalmannschaft der Elfenbeinküste hatte Angoua im September 2013; im Juni 2014 wurde er letztmalig in den Kader der Nationalmannschaft berufen.

## Erfolge
- 2 × Ungarischer Pokalsieger: 2006/07, 2008/09